# De brand van Istanbul
De brand van Istanbul (oorspronkelijke Engelstalige titel: The Janissary Tree) is de debuutroman van Jason Goodwin, die door Nina van Rossem in het Nederlands vertaald is.

## Verhaal
Het verhaal gaat over de eunuch Yashim Togalu, die een serie moorden moet oplossen in het Istanboel van 1836. Yashim krijgt van de seraskier, de bevelhebber van de Nieuwe garde, de opdracht de moorden op een aantal militairen op te lossen, dit om een troepeninspectie door sultan Mahmut II, die een aantal dagen later zal plaatsvinden, rustig te laten verlopen. Ook moet hij een moord oplossen die in de harem van het Topkapi-paleis plaatsvond. Yashim onderzoekt heel Istanboel, waar hij onder meer op het spoor komt van de Janitsaren. Deze Janitsaren willen na tien jaar wraak nemen op hun ondergang in 1826. Tussen het speuren door helpt hij nog een brand te blussen, dineert hij met de ambassadeur van Polen Palevski, met wie hij bevriend is, overleeft moordaanslagen en heeft hij een liefdesaffaire.